# Золтан Сабо
Золтан Сабо (серб. Золтан Сабо / угор. Szabó Zoltán; нар. 26 травня 1972, Сомбор, СР Сербія, СФР Югославія — пом. 15 грудня 2020, Сремська Камениця, Сербія) — сербський футболіст та тренер, виступав на позиції захисника. Також має угорське громадянство.

## Кар'єра гравця
Футболом розпочав займатися в «Єдинстві» (Светозар Мілетич), а потім перебрався до команди рідного міста, «Раднички» (Сомбор). Дорослу футбольну кар'єру розпочав на батьківщині, у «Хайдуку» (Кула), у футболці якого в сезоні 1991/92 років дебютував у вищому дивізіоні чемпіонату Югославії. Після цього чотири сезони провів у «Воєводині», а звідти перебрався до белградського «Партизана». У команді провів 4 сезони, за цей час двічі став чемпіоном Югославії.
На початку 2000 року виїхав до Південної Кореї, де підписав контракт з «Сувон Самсунг Блювінгз», з яким двічі вигравав азійську Лігу чемпіонів. Два роки по тому залишив клуб й перебрався до японського «Авіспа Фукуока». На початку 2003 року повернувся до Європи, підсилив угорський «Залаегерсег», у футболці якого провів 12 поєдинків у чемпіонаті Угорщини. У сезоні 2003/04 років виступав за кіпрський клуб АЕК (Ларнака), з яким виграв кубок Кіпру.
У 2004 році повернувся до Сербії, де підписав контракт з клубом Першої ліги «Младост» (Апатин). Футбольну кар'єру завершив у Другій лізі виступами за «Цемент» (Беочин).

## Кар'єра тренера
Тренерську діяльність розпочав на посаді помічника головного тренера «Кечкемета» Томислава Сівича, а в жовтні 2009 року очолив «Раднички» (Сомбор). Наступні два роки провів на вище вказаній посаді, перш ніж покинув команду в листопаді 2011 року. Місяць по тому призначений головним тренером «Хайдука» (Кула). З грудня 2011 року працював головним тренером «Хайдуком» (Кула). У наступні роки був помічником тренера Златомира Загорчича, вони разом працювали у «Воєводині», болгарському «Литексі» (Ловеч) та «Доні Срем». У січні 2016 року став тренером «Пролетера» з Нового Саду, а в червні очолив «Ягодину», звідки на нетривалий період часу повернувся до «Пролетера». У 2017 році призначений спортивним директором ТСЦ (Бачка-Топола), а влітку 2018 року обійняв посаду керівника професійного штабу цього клубу після звільнення Предрага Рогана. З командою наприкінці сезону 2018/19 років вперше у своїй історії вийшов до вищого дивізіону Сербії. Завершив наступний сезон на четвертому місці сербської Суперліги, з яким також взяв участь у кваліфікації Ліги Європи.

## Смерть
15 грудня 2020 року в лікарні Сремської Камениці у віці 48 років помер від серцевого нападу. Три дні по тому його поховали на кладовищі в селищі Светозар Мілетич.

## Статистика виступів

### Як тренера
Станом на 27 березня 2023 року
| «Раднички» (Сомбор)   | Сербія            | липень 2010       | грудень 2011      | 52  | 17 | 16 | 19 | 32,69 |
| «Хайдук» (Кула)       | Сербія            | грудень 2011      | травень 2012      | 2   | 0  | 1  | 1  | 00.00 |
| «Пролетер» (Нови-Сад) | Сербія            | січень 2016       | червень 2016      | 14  | 4  | 6  | 4  | 28,57 |
| «Ягодина»             | Сербія            | липень 2016       | вересень 2016     | 7   | 3  | 2  | 2  | 42,86 |
| «Пролетер» (Нови-Сад) | Сербія            | вересень 2016     | червень 2017      | 19  | 6  | 6  | 7  | 31,58 |
| ТСЦ (Бачка-Топола)    | Сербія            | серпень 2017      | грудень 2020      | 90  | 54 | 19 | 17 | 60,00 |
| Усього за кар'єру     | Усього за кар'єру | Усього за кар'єру | Усього за кар'єру | 184 | 84 | 50 | 50 | 45,65 |

## Досягнення

### Як гравця
«Партизан»
- Перша ліга СР Югославії
  -  Чемпіон (7): 1996/97, 1998/99

- Кубок СР Югославії
  -  Володар (1): 1997/98

«Сувон Самсунг Блювінгз»
- Кубок Кей-ліги
  -  Володар (2): 2000, 2001

- Суперкубок Південної Кореї
  -  Володар (1): 2000

- Клубний чемпіонат Азії
  -  Чемпіон (2): 2000/01, 2001/02

- Суперкубок Азії
  -  Володар (1): 2000

АЕК (Ларнака)
- Кубок Кіпру
  -  Володар (1): 2003/04

### Як тренера
ТСЦ (Бачка-Топола)
- Перша ліга Сербії
  -  Чемпіон (1): 2018/19